# Peña taurina
Una Peña Taurina está compuesta por gente aficionada a las corridas de toros; asisten en grupo a la plaza donde se celebran las fiestas de un pueblo o localidad; entre sus actividades su objetivo principal es el de enaltecer la Fiesta de los Toros. Pueden buscar como nombre para su agrupación alguno relacionado con la feria que le dio origen o el pueblo donde tiene sus actividades. También el grupo puede tener como objetivo aupar a un torero de su admiración por lo cual la bautizan con el nombre del mismo. 

## Organización y Símbolos de las Peñas Taurinas
Estos grupos nombran un líder quien hace las veces de presidente; éste se encargará de representar la organización en eventos, de proponer actividades y coordinar la asistencia a las corridas de toros. Además, pueden nombrar otros cargos como: Tesorero, Secretario u otros. 
Para su identificación seleccionan un color de vestido que todos portan cuando van a la plaza o asisten a otra actividad como conferencia, cena o entrega de trofeos. Siempre utilizan una figura como logotipo que puede ser las iniciales del nombre, un escudo, un hierro (de marcar ganado), el dibujo de un toro o alguna pieza usada en la lidia: Capote, muleta, espada, banderilla u otra.

## Actividades de las Peñas Taurinas
Las peñas taurinas además de aupar el espectáculo comprando entradas y solicitando trofeos durante la lidia, hacen diferentes actividades para apoyar la Fiesta o a su torero cuando viene a la población sede de la organización. Su labor es de tipo educativo cuando organizan charlas, foros o conferencias sobre el tema de la Fiesta Brava. 
Cuando están bien organizadas, participan en la premiación de la feria otorgando sus propios trofeos a quienes ellos consideran merecedores de los mismos: Mejor Faena, Mejor Torero, Mejor Estocada, Mejor Toro y otros.

## Otro tipo de Peñas Taurinas
Además de las peñas taurinas ya nombradas, en la Comunidad Valenciana, se dan un tipo de peñas taurinas bien diferenciado del anterior.
Las cuales generalmente no son partidarias ni siguen a ningún torero ni asisten a corridas, sino que apoyan el festejo popular de Bous al Carrer.
Dicho festejo, consiste en la suelta de vaquillas y toro/s individualmente en un recinto urbano (una calle o un conjunto de calles cortadas con vallas o barrotes debidamente homologados para el cumplimiento del festejo). Siendo hasta la fecha el festejo taurino más limpio, controlado y en el cual la principal preocupación es la salud del animal. (No se sacrifican ningún animal).
- Datos: Q6073938